# Сайгенталер, Джон
Джон Ло́уренс Са́йгенталер (Сигентолер; англ. John Lawrence Seigenthaler /ˈsiːɡənθɔːlər/; 27 июля 1927, Нашвилл — 11 июля 2014, Нашвилл) — американский журналист, писатель и политик. Бывший помощник министра юстиции. Первый главный редактор газеты «USA Today».

## Биография
Джон Лоуренс Сайгенталер — родился 27 июля 1927 года в Нашвилле, в семье гос. служащей Мэри Брю и строительного подрядчика Джона Л. Сайгенталера, был старшим из 8 детей и получил скромное, но комфортное образование в Father Ryan High School. В 1946—1949 годах служил в ВВС США, где получил звание сержанта. По возвращении из армии стал работать журналистом в газете The Tennessean.
Первую большую известность приобрел журналистским расследованием в 1953 году, а также после спасения самоубийцы с пешеходного моста на Шелби-стрит 5 октября 1954 года, впоследствии 29 апреля 2014 года мост был переименован в его честь (John Seigenthaler Pedestrian Bridge).
К 1960 году Сайгенталер разочаровывается в руководстве издательства The Tennessean и увольняется из газеты, чтобы окунуться в мир политики. В этом же году становится помощником по административным вопросам нового генерального прокурора Роберта Ф. Кеннеди. Короткая карьера Сайгенталера в правительстве заканчивается в 1962 году, когда после смерти бывшего редактора The Tennessean Эванса, он возвращается в газету в качестве редактора.
В 1968 году временно увольняется с работы в газете, для участия в президентской кампании своего друга Роберта Ф. Кеннеди, в конце которой Кеннеди трагически погибает от руки убийцы. С 8 февраля 1973 года становится издателем The Tennessean. В мае 1982 года назначен первым главным редактором газеты «USA Today». В этот период он входит в совет директоров Американского общества редакторов газет, а с 1988 по 1989 год становится его президентом. В 1991 году Сайгенталер уходит в отставку с должности издателя, председателя и главного директора The Tennessean, а также из «USA Today».
Джон Сайгенталер скончался от осложнений от рака толстой кишки 11 июля 2014 года в возрасте 86 лет в окружении семьи в своём доме.
Джон Лоуренс Сайгенталер, кроме всего прочего, был известен как выдающийся защитник гражданских прав, в особенности прав и свобод, гарантированных Первой поправкой. В 1996 году он получил премию Элайджи Пэриша Лавджоя, а также почётную степень доктора юридических наук Колледжа Колби.

## Отношение к Википедии
Охарактеризовал многоязычную интернет-энциклопедию — Википедию — как «некорректный и безответственный исследовательский инструмент» после скандала с его фальшивой биографией, которая была опубликована в Википедии анонимом в 2005 году.